# Ernst Vatter

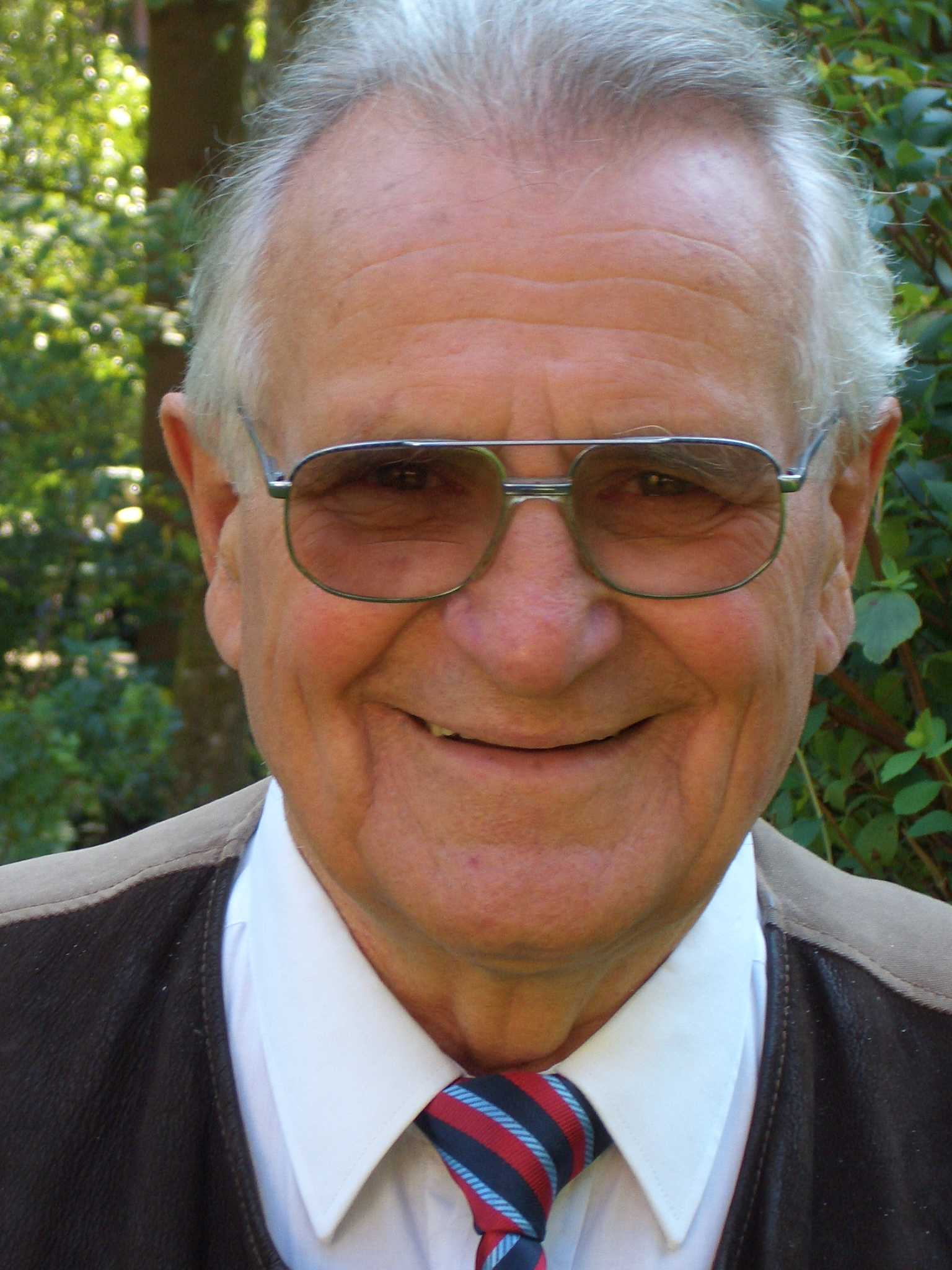
Ernst Vatter im Jahr 2005

Ernst Vatter (* 18. März 1929 in Gönningen; † 7. Januar 2012 in Unterlengenhardt) war ein deutscher, evangelikaler Theologe und Missionar. Sein Leben war bestimmt vom Missionsauftrag, der ihn zunächst als Missionar 14 Jahre lang für die Liebenzeller Mission (LM) nach Japan führte. Danach war er fast drei Jahrzehnte in Leitungsaufgaben in der Zentrale des Missionswerks im Schwarzwald.

## Leben und Wirken
Ab dem dritten Lebensjahr wuchs er bei seiner Patentante auf. Nach der Volksschule besuchte er die Lehrerbildungsanstalt in Esslingen, unterbrochen durch Nachkriegs-Aufräumungseinsätze in Stuttgart als Mitglied der Hitler-Jugend. Durch eine Verwechslung kam er 1945 in französische Gefangenschaft. Hier kam er durch einen Mitgefangenen mit dem christlichen Glauben in Berührung. Nach seiner Bekehrung als 17-Jähriger, während einer Evangelisation in seinem Heimatort Gönningen, begann er 1947 ein Studium am Theologischen Seminar der Liebenzeller Mission und brach die kurz zuvor wieder aufgenommene Ausbildung zum Lehrer an der Lehreroberschule (LOS) Saulgau ab. Danach folgte 1951 ein Gemeinde-Praktikum im Bezirk der Süddeutschen Gemeinschaft Albstadt-Ebingen. 1952 folgte im Frühjahr die Sprachausbildung in England und im Herbst die Ausreise per Schiff als Missionar im Auftrag der Liebenzeller Mission in sein Einsatzland Japan. Ab dem Jahr 1960 war er dort Teamleiter der Liebenzeller Missionare.
Aufgrund körperlicher Beschwerden kehrte Vatter nach Deutschland zurück und wurde in verschiedenen Tübinger Kliniken behandelt, bis sich herausstellte, dass er seine Nebenniere verloren hatte. Sein Zustand verschlimmerte sich rapide, doch trotz schlechter Prognosen überlebte er. Obwohl ihm der behandelnde Arzt stark davon abriet, reiste Vatter nach seiner Genesung – mit 3000 Kortisontabletten im Gepäck – zusammen mit seiner Familie bis 1966 erneut nach Japan aus.
Als Leiter der Auslandsabteilung in der Zentrale der Liebenzeller Mission in Bad Liebenzell prägte Vatter von 1968 an bis zu seinem Eintritt in den Ruhestand im Jahr 1994 die Arbeit des Missionswerks wesentlich mit und bereiste in dieser Zeit 72 Länder rund um den Globus. Bis 1996 war er als Koordinator der LM-International tätig. Übergangsweise leitete er stellvertretend das Missionswerk von 1992 bis 1993. Während seiner Amtszeit baute Vatter viele neue Strukturen in der weltweiten Arbeit der Liebenzeller Mission auf. In dieser Zeit erhöhte sich die Zahl der Einsatzgebiete von fünf auf 22, die Zahl der Mitarbeiter stieg von 60 auf 200. Sein Engagement führte mit dazu, dass die Liebenzeller Mission heute eines der größten deutschsprachigen Missionswerke ist.
Darüber hinaus nahm Vatter weitere verantwortungsvolle Aufgaben im evangelikalen Bereich wahr: er war Mitinitiator des 1980 gegründeten Vereins Hilfe für Brüder und von 1973 bis 1993 Vorsitzender der von ihm mitbegründeten Arbeitsgemeinschaft Evangelikaler Missionen (AEM). Er arbeitete im Hauptvorstand der Deutschen Evangelischen Allianz und war 1985 Mitgründer der Freien Hochschule für Mission (FHM) in Korntal, die er als ehrenamtlicher Rektor von 1994 bis 1996 leitete. Von 1977 bis 1995 war Vatter Mitglied der württembergischen Landessynode. Von 2001 bis 2003 war er Vorsitzender des Süddeutschen Gemeinschaftsverbandes und langjähriges Mitglied des Leitungskreises der Ludwig-Hofacker-Vereinigung.
Er war bis zu seinem Tod im Januar 2012 als geschätzter Redner und Verkündiger zu vielen Konferenzen und Gottesdiensten im Land unterwegs.

## Ehrungen
Im Jahr 1988 wurde Vatter von der Biola University in Kalifornien die Ehrendoktorwürde zum Doctor of Divinity (DD) verliehen.

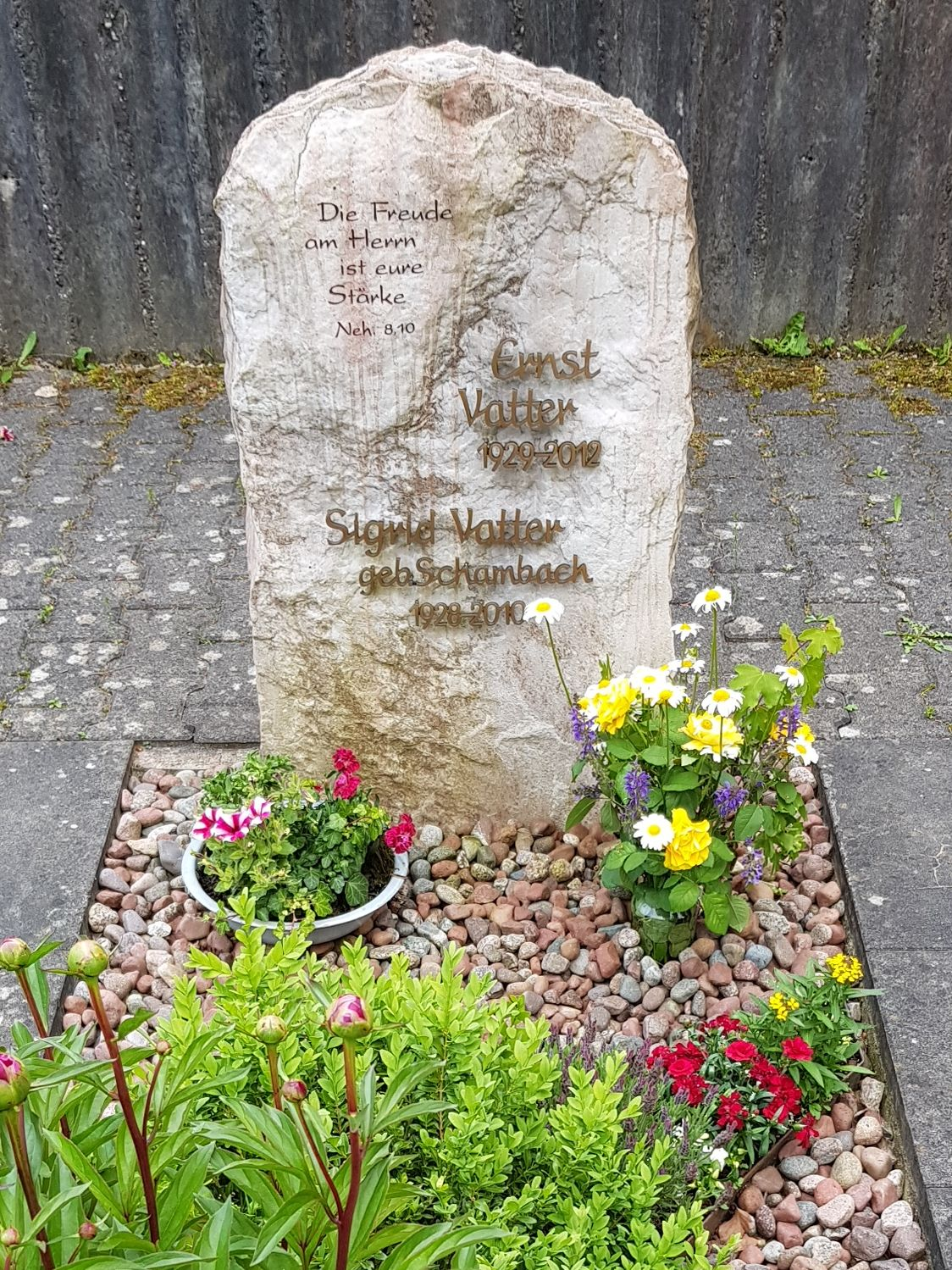

## Privates
Im Dezember 1954 heirateten Ernst Vatter und Sigrid Schambach in Japan. Das Ehepaar hatte vier Kinder. Nach dem Tod seiner Frau im Jahr 2010 zog Vatter von Calw-Alzenberg nach Unterlengenhardt um.

## Veröffentlichungen (Auswahl)
- Ernst Vatter (Hrsg.) mit H. Tanaka (Übersetzung aus dem Japanischen): Mitten unter die Wölfe. Biographie von Sotohiko Matsuzaki (japanischer Evangelist). Verlag der Liebenzeller Mission, Bad Liebenzell 1969, ISBN 978-3-88002-512-7.
- Der unerledigte Auftrag. VLM, Bad Liebenzell 1983, ISBN 978-3-88002-190-7.
- Die Situation der Weltmission heute. Idea, Wetzlar 1987.
- Fülle aus der Gnade. Gedanken für jeden Tag. VLM, Bad Liebenzell 1988, ISBN 978-3-88002-357-4.
- Weltmission am Ende der Tage. In: David Jaffin (Hrsg.): Was erwartet uns? Edition VLM im Verlag der St. Johannis-Druckerei 1991, ISBN 978-3-88002-479-3.
- Zum Staunen in der weiten Welt. VLM, Bad Liebenzell 1998, ISBN 978-3-88002-659-9.